# Клемятино (Руднянский район)
Клемятино — деревня в Руднянском районе Смоленской области России. Входит в состав Любавичского сельского поселения. Население — 1 житель (2007 год). 
Расположена в западной части области в 13 км к югу от Рудни, в 15 км южнее автодороги А141 Орёл — Витебск, на берегу реки Березина. В 14 км севернее деревни расположена железнодорожная станция О.п. 462-й км на линии Смоленск — Витебск. 

## История
В годы Великой Отечественной войны деревня была оккупирована гитлеровскими войсками в июле 1941 года, освобождена в октябре 1943 года.